# Andrew Pickens senior

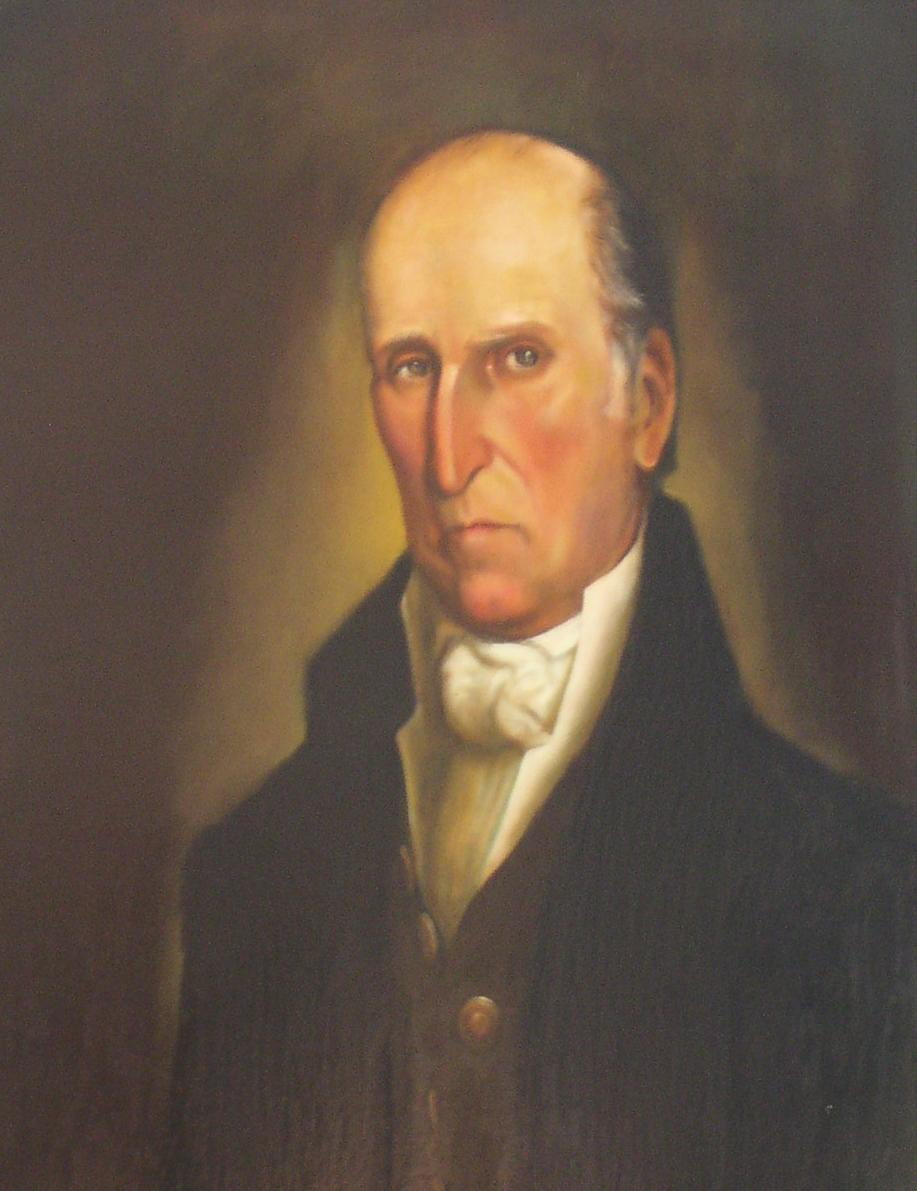
Andrew Pickens

Andrew Pickens senior (* 13. September 1739 in Paxton, Bucks County, Province of Pennsylvania; † 11. August 1817 in Tamassee, South Carolina) war ein US-amerikanischer Politiker. Zwischen 1793 und 1795 vertrat er den Bundesstaat South Carolina im US-Repräsentantenhaus.

## Werdegang
Andrew Pickens besuchte die öffentlichen Schulen seiner Heimat. Im Jahr 1752 zog er mit seinen Eltern nach South Carolina, das damals noch britische Kolonie war. Dort gründete er die Hopewell-Plantage. Im Jahr 1760 wurde er Mitglied der dortigen Miliz. Dabei war er im Kampf gegen die Cherokee-Indianer eingesetzt. Beim Ausbruch des Unabhängigkeitskrieges trat er in die Kontinentalarmee ein. Dort stieg er im Verlauf des Krieges vom Hauptmann bis zum Brigadegeneral auf. Er nahm an mehreren Schlachten teil und geriet zwischenzeitlich in Kriegsgefangenschaft. Am Ende des Krieges im Jahr 1782 wurde er nochmals gegen die Cherokee eingesetzt.
Nach dem Krieg begann Pickens eine politische Laufbahn. Zwischen 1781 und 1794 war er Abgeordneter im Repräsentantenhaus von South Carolina. Im Jahr 1787 gehörte er zu der Kommission, die die Grenze zwischen South Carolina und Georgia festlegte. 1790 war Pickens Mitglied einer Versammlung zur Überarbeitung der Staatsverfassung von South Carolina. Innenpolitisch war er ein Gegner der von Präsident George Washington geführten Bundesregierung und damit Angehöriger der Anti-Administration-Fraktion.
1792 wurde er im neu geschaffenen sechsten Wahlbezirk von South Carolina in das US-Repräsentantenhaus gewählt. Dort trat er am 4. März 1793 sein neues Mandat an. Bis zum 3. März 1795 konnte er aber nur eine Legislaturperiode im Kongress absolvieren. Noch im Jahr 1795 wurde er zum Generalmajor der Staatsmiliz von South Carolina befördert. 1797 strebte er erfolglos seine Rückkehr in den Kongress an. Zwischen 1800 und 1812 war Pickens noch einmal Abgeordneter im Repräsentantenhaus seines Staates. Im Jahr 1812 lehnte er die ihm angetragene Nominierung für die Gouverneurswahlen ab. Er starb am 11. August 1817 und wurde in der Nähe von Pendleton beigesetzt. In drei Bundesstaaten der USA wurden ihm zu Ehren Countys nach ihm benannt: Pickens County in Alabama, Pickens County in Georgia und Pickens County in South Carolina. Fort Pickens in Florida ist ebenfalls nach Andrew Pickens benannt worden.
Andrew Pickens war mit Rebecca Floride Colhoun verheiratet. Das Paar hatte zwölf Kinder, darunter die Söhne Ezekiel (1768–1818), ein späterer Vizegouverneur von South Carolina, und  Andrew junior (1779–1838), der zwischen 1816 und 1818 Gouverneur von South Carolina war. Dessen Sohn Francis (1805–1869) war ebenfalls Gouverneur von South Carolina und Kongressabgeordneter. Durch seine Frau war Andrew Pickens der Onkel von Floride Calhoun und damit auch mit John C. Calhoun verwandt. Pickens war auch ein direkter Vorfahre von John Edwards, der bei den Präsidentschaftswahlen 2004 als Vizepräsidentschaftskandidat der Demokratischen Partei antrat.